# Tommy Torres
Pour les articles homonymes, voir Torres.
Tomás Torres Carrasquillo (né le 25 novembre 1971 à San Juan), connu professionnellement sous le nom de Tommy Torres, est un chanteur, auteur-compositeur et producteur de disques portoricain.
Torres a écrit et produit des chansons pour de nombreux artistes, dont Ricardo Arjona, Jaci Velasquez, Ednita Nazario (en), Alejandro Sanz, Ricky Martin ou encore Franco De Vita (en).
En 2012, il la reçu le Latin Grammy Award for Song of the Year (en) pour sa participation à la composition de la chanson ¡Corre! (en) de Jesse & Joy (en).